# توني هرت
توني هرت (بالإنجليزية: Tony Hurt)‏ هو مجدف نيوزيلندي، ولد في 30 مارس 1946 في أوكلاند في نيوزيلندا.

## وصلات خارجية
- توني هرت على موقع الاتحاد الدولي للتجديف (الإنجليزية)
- توني هرت على موقع اللجنة الأولمبية الدولية (الإنجليزية)
- توني هرت على موقع أوليمبيديا (الإنجليزية)
- توني هرت على موقع اللجنة الأولمبية النيوزيلندية (الإنجليزية)